# Школа № 1535
Школа № 1535 (Государственное бюджетное общеобразовательное учреждение города Москвы «Школа № 1535») — общеобразовательное учреждение для учеников 7—11 классов в районе Хамовники Москвы.

## История

### Предыстория

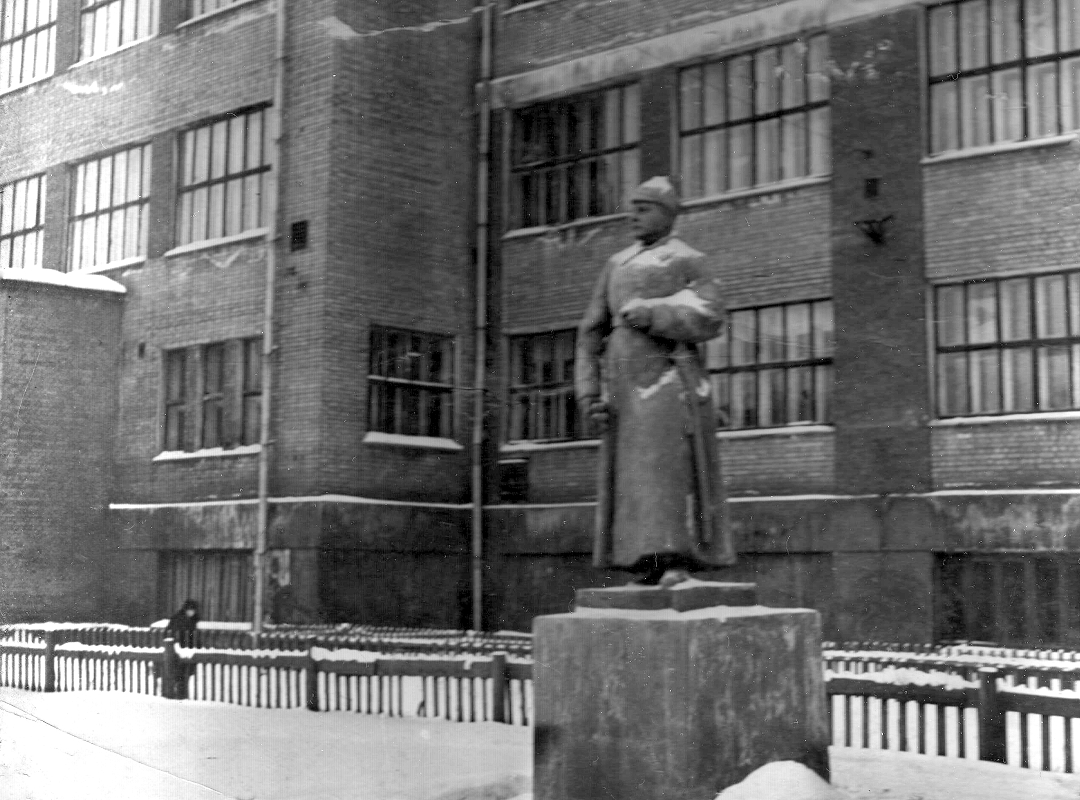
Школа им. Ворошилова, 1937

Здание школы было построено в 1929 году по проекту архитектора М. И. Мотылёва.
С 1930 года в здании находилась Образцовая средняя школа № 2 имени К. Е. Ворошилова Фрунзенского района.
В 1937 году школа была переименована в Среднюю школу № 23 имени К. Е. Ворошилова, во дворе стоял памятник Ворошилову.
Во время войны в школе находился военный госпиталь (челюстной).
С 1956 года в старом здании располагалась средняя школа-интернат № 14. В нём были созданы классы с углублённым изучением китайского языка. Велось преподавание китайского языка, хинди и урду (вскоре преподавание двух последних было прекращено). Позднее для отдельных классов добавлялись также японский, корейский и арабский языки (преподавание последнего затем было прекращено, в частности, из-за отсутствия устойчивого спроса). Восточные языки с самого начала преподавались дополнительно, наряду с английским, немецким или французским.

### Лицей

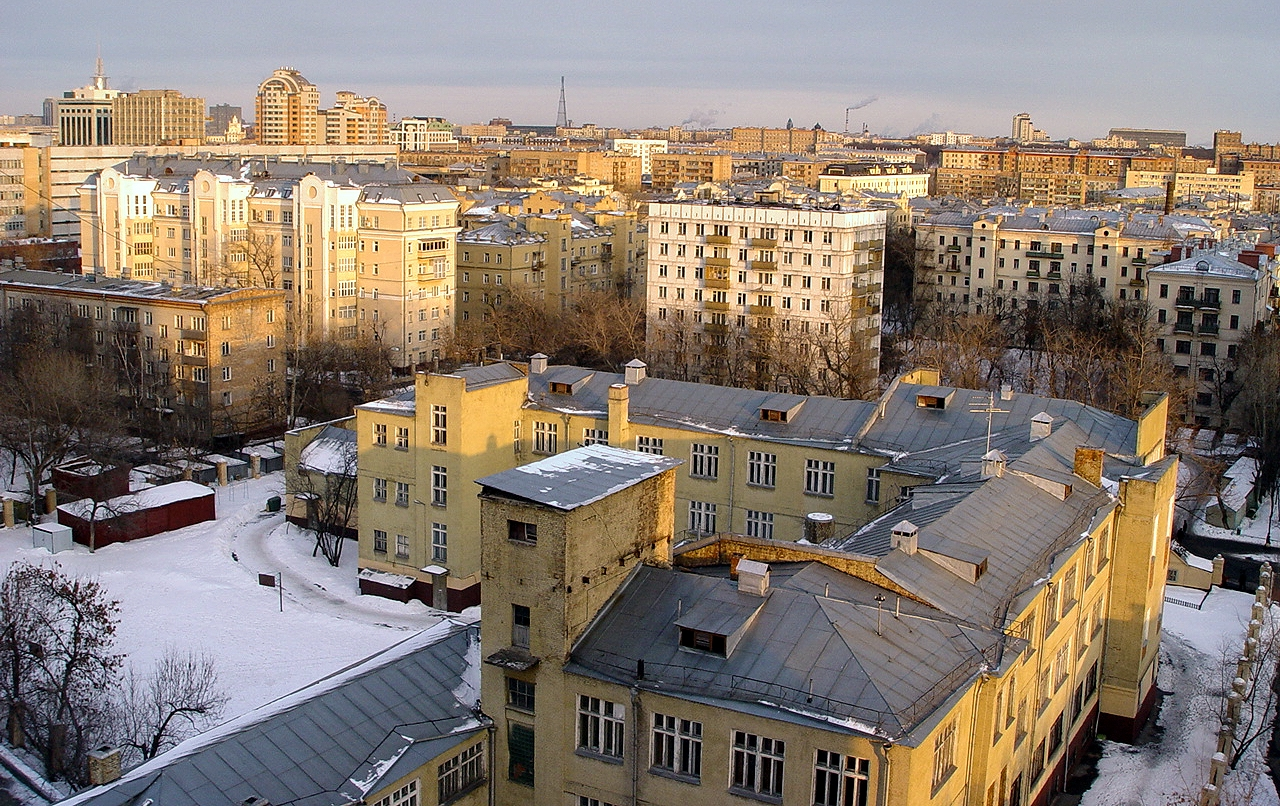
Лицей до реконструкции, 2003 год

В 1991 году открылся экспериментальный лицей с востоковедным уклоном, при Институте стран Азии и Африки (ИСАА) (МГУ). В лицее было около 350 учеников.
В 2004—2005 годах школа была закрыта на реконструкцию, с заменой перекрытий, укреплением стен, перепланировкой и пристройкой 2 новых корпусов. Архитекторы Ю. Б. Гречухина и И. М. Романко из ООО «Проектный институт» № 2.
После объединения со школой № 35 МГМУ имени И. М. Сеченова (с 2010 года — Сеченовский лицей на базе лицея № 1535) число учеников достигло 900..
В 2016—2017 учебном году в Лицее обучалось 1200 человек.
В августе 2017 года все московские гимназии и лицеи перевели в статус обычных школ, поэтому произошло переименование в школу № 1535.

### Руководство
Директора:

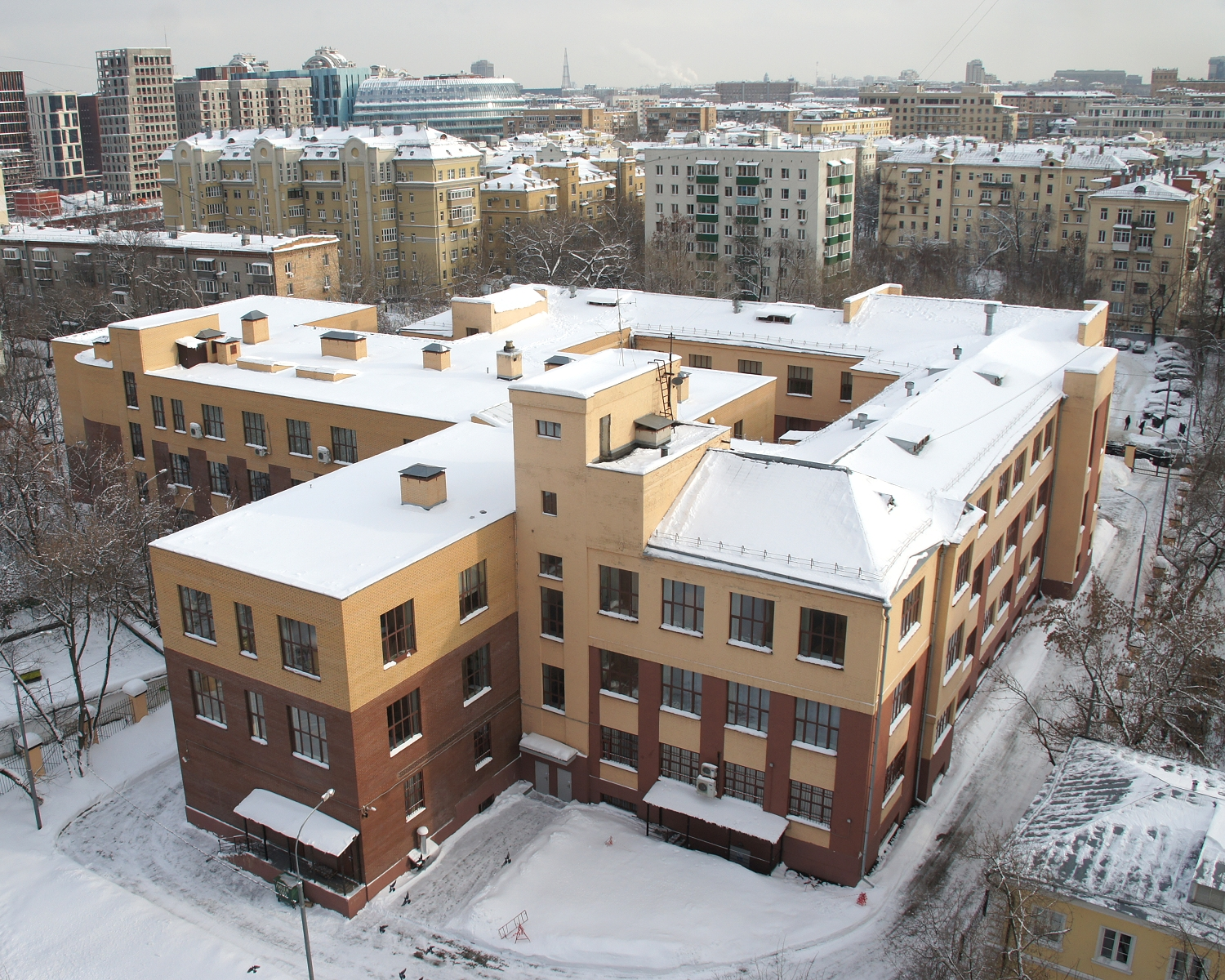
Школа зимой, 2018 год

- 1936 — Казанцев И. П., директор Образцовой средней школы № 2 имени К. Е. Ворошилова[источник не указан 1239 дней].
- 1948 — Щепакин, директор Средней школы № 23 имени К. Е. Ворошилова[источник не указан 1239 дней].
- 1956 — Утёнков, Пётр Андреевич, директор школы-интерната № 14[9][неавторитетный источник].
- 1979 — Русов, Валерий Аркадьевич, директор школы-интерната № 14[источник не указан 1239 дней]
- 1991 — Мокринский, Михаил Геннадьевич, затем в ноябре 2012 назначен начальником отдела образования Центрального округа Москвы[10]. С 2016 года в школе «Летово».
- 2012 — Воробьёва, Татьяна Васильевна, ранее возглавляла школу-интернат № 14[11].
- 2017 — Сехин, Сергей Сергеевич, бывший директор школы № 1210 СЗАО Москвы[12].

В школе имеется «Управляющий совет. lyc1535.mskobr.ru. Дата обращения: 31 марта 2020.».

## Обучение

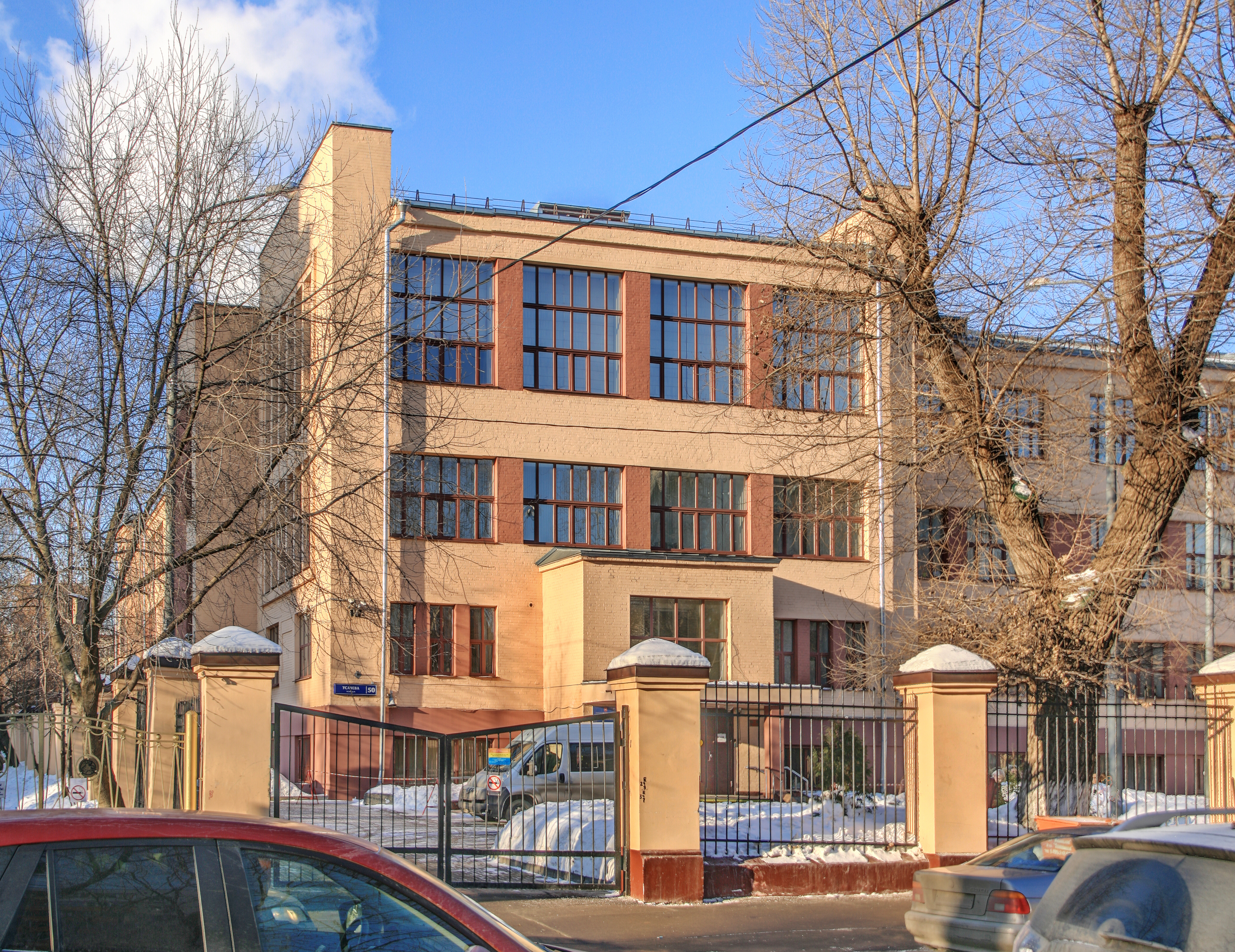
Лицей, 2017

Набор в лицей производится по результатам вступительных испытаний, проводимых приемной комиссией. Наполняемость классов около 30 человек. Обучение в лицее ведётся в рамках пятидневной учебной недели.
Ученики 7-9 классов специализируются по предпрофилям:
- математическое
- гуманитарное
- медико-биологическое.

Также существуют 7—9 классы без ранней предпрофильной специализации.
Учащиеся 10—11 классов выбирают один из профилей:
- социально-гуманитарный (с историческим уклоном)
- социально-гуманитарный (с математическим уклоном)[7]
- историко-филологический
- экономико-математический
- физико-математический
- информационно-технологический
- медико-биологический (в программу включено изучение латинского языка)
- медико-математический (помимо русского языка, химии и биологии на профильном уровне изучается математика)
- психологический
- психолого-социальный

Психолого-социальный, психологический и медико-биологический профили находятся в отдельном здании, расположенном по адресу Малый Саввинский переулок дом 8.

## В рейтингах школ

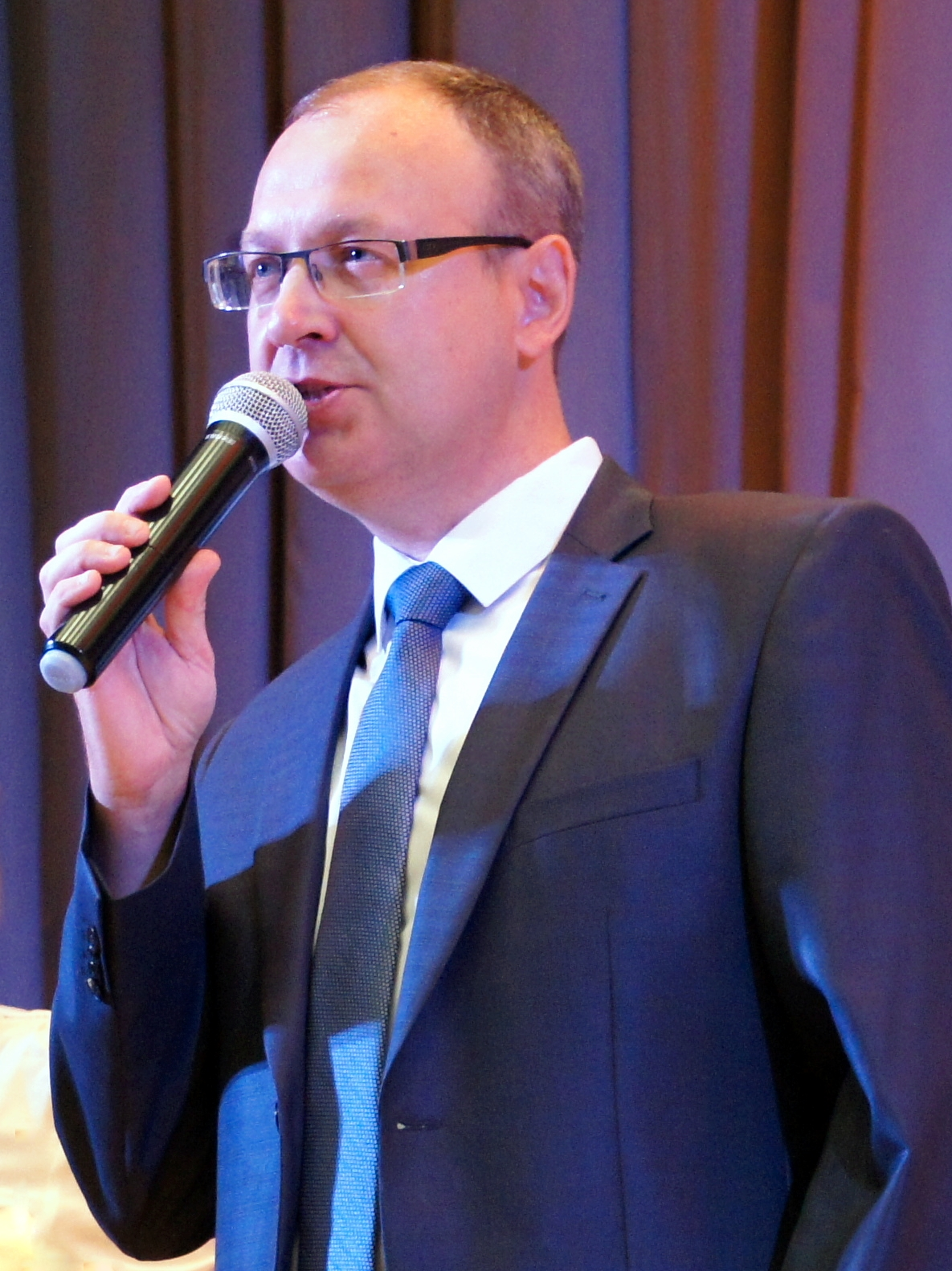
Директор С. С. Сехин, 2018 г.

- 2006 — рейтинг «Известий», лицей разделил общее седьмое/восьмое место в Москве с лицеем № 1525 «Воробьёвы горы», заняв при этом первое место по преподаванию французского языка и второе по преподаванию английского[5].
- 2008 — включён журналом «Большой город» в список «самых интересных школ Москвы»[13].
- 2010 — шестое место по Москве по результатам олимпиад, и четвёртое по результатам ЕГЭ[7].
- 2011 — первое место в списке десяти лучших московских школ, составленном администрацией Москвы по совокупным результатам ЕГЭ и олимпиад[14], и первое место в рейтинге общеобразовательных школ по экономике[15], составленном по итогам «Открытого чемпионата школ по экономике 2011» (МГУ имени М. В. Ломоносова). Через год в комбинированном рейтинге по результатам олимпиад и ЕГЭ лицей № 1535 снова возглавил список сильнейших школ Москвы, составленный городским департаментом образования[16]. Оставался бессменным лидером рейтинга лучших школ Москвы до 2016 года[17].
- 2013 — первое место во впервые составленном Московским центром непрерывного математического образования списке 500 сильнейших школ России по показателям ЕГЭ, Всероссийских и международных олимпиад[18].
- 2017 — второе место среди школ, обеспечивающих стабильно высокое качество образовательных результатов (получил грант мэра Москвы первой степени на развитие образовательного учреждения). 29 лицеистов набрало 100 баллов на ЕГЭ, 58 выпускников лицея получили аттестаты с отличием и медаль РФ «За особые успехи в обучении». 36 учеников стали победителями и призёрами Всероссийской олимпиады школьников по экономике, обществознанию, истории, праву, литературе, русскому, французскому и английскому языкам, МХК, биологии[источник не указан 2535 дней].
- 2017 — четвёртое место в списке 500 лучших школ России[19].
- 2018 — первое место в рейтинге вклада школ в качественное образование московских школьников по итогам 2017/2018 учебного года (в списке 400 школ), Департамента образования города Москвы[20].
- 2023 — первое место в Рейтинге-300 московских школ по результатам образовательной деятельности[21].